# Рис, Дэвид Аллан
Сэр Дэвид Аллан «Дай» Рис (англ. Sir David Allan 'Dai' Rees; 28 апреля 1936, Силлот, Камбрия — 10 июня 2021) — британский химик, биохимик. Продолжительное время работал в качестве ведущего научного сотрудника в компании Unilever. С 1987 по 1996 был исполнительным директором Совета медицинских исследований. Внёс значительный вклад в понимание связи структуры полисахаридов природного происхождения с их физическими свойствами, а также процессов гелеобразования. Он был одним из 58 основателей Научного общества Уэльса в 2010 году.

## Биография

### Ранние годы
Дай Рис родился в портовом городе Силлот на Солуэй-Ферт. Его отец Джеймс был химиком, мать Элси — библиотекарем. Дай посещал среднюю школу Хаварден во Флинте, а затем получил стипендию в университетском колледже Нортуэйлс в Бангоре. Получив степень бакалавра в 1956 году, он продолжил учёбу на докторскую степень в области химии полисахаридов под руководством Эдмунда Хёрста.
С 1960 года Дэвид читает лекции на химическом факультете Эдинбургского университета . В период преподавания он публикует ряд статей, посвященных химии каррагинана и производным галактана. В 1969 году он получает докторскую степень за исследование химии полисахарида вида Porphyra umbilicalis. В качестве дальнейшего предмета изучения Дэвид выбирает изучение влияния структуры полисахаридов на возможность гелеобразования.

### Период Unilever
К началу 1970 года коммерческий интерес компании Unilever в технологии гелеобразования совпал с успехом Дэвида Риса и его исследовательской группы в этой области. Своё решение уйти из академического круга в промышленность Дай комментировал следующим образом: «У них, похоже, самые большие проблемы». Научный вклад Дая был признан в 1972 году, когда он был награждён медалью Колворта. Дай также написал две широко известные книги  «Формы молекул» и «Формы полисахаридов».
Когда в 1980 году компания Unilever решила продать свой бизнес по производству кормов для животных, финансирование было переориентировано на поддержание своей лидирующей позиции в области иммунохимии. У Дэвида был личный интерес к этой области, что привело в сотрудничестве с Советом по медицинским исследованиям (MRC) к созданию первого домашнего теста на беременность Clearblue.

### Работа в MRC
В 1980 году, когда он  работал в Unilever, из-за его тесного взаимодействия с Советом медицинских исследований (MRC), его пригласили в комитет, сформированный для определении будущего Национального института медицинских исследований (НИМИ). В 1982 году ему предложили возглавить НИМИ для реализации рекомендаций, которые он ранее помогал сформулировать. Дэвид решает покинуть Unilever и сосредоточиться на новой работе. В 1986 году он курирует создание специального инкубатора (MRC Collaborative Centre) для облечения взаимодействий между работниками института и представителями промышленности.
Советом в 1987 году он был назначен главой MRC. На посту исполнительного директора Дай Рис столкнулся с двумя  вызовами в области здравоохранения: эпидемиями СПИД/ВИЧ и ГЭКРС. Дай продолжил подход своего предшественника, который заключался в увеличении финансирования грантов и целевых программ, направленных на разработку лекарств и биоцидных средств.
Дай уволился из MRC в 1996 году, но продолжил работу в качестве президента Европейского научного фонда вплоть до 1999 года. После выхода на пенсию он способствовал созданию Центра новых сельскохозяйственных продуктов при Йоркском университете, финансируемого Фондом Гарфилда Уэстона.

## Семья
Во время учёбы в колледже в Бангоре Дай познакомился с сокурсницей Миванви Пэрри Оуэн. Они поженились в 1959 году и прожили в браке более 60 лет. У них родились дочь Олвен, двое сыновей: Льюис и Дэн. Также Дэвид успел при жизни стать дедушкой троим внукам: Лоркану, Алексу и Оуэну, — и внучке Оливии.

## Награды и почести
Дэвид Рис имеет следующие награды:
- Степень доктора наук, Эдинбургский университет (1969)
- Медаль Тейта и Лайла[англ.] по химии углеводов, Королевское химическое общество (1970)
- Медаль Колворта[англ.], Биохимическое общество[англ.] (1970)[9]
- Членство Королевского химического общества (1975)
- Членство Королевского общества (1981)
- Членство Института биологии[англ.] (1983)
- Лектор Королевского общества (1984)
- Почётный член Королевского колледжа врачей (1986)
- Почётный член Королевского колледжа Лондона (1989)
- Почётный доктор Уэльского университета (1991)
- Титул рыцаря-бакалавра, награждение в честь Дня рождения королевы (1993)
- Президент Европейского научного фонда[англ.] (1994—1999)
- Почётный доктор, Университет Стирлинга (1995)
- Почётный доктор Лестерского университета (1997)
- Почётный доктор Йоркского университета (2007)
- Член-основатель Научного общества Уэльса[англ.] (2010)